# Newtonův zákon viskozity
Newtonův zákon viskozity stanovuje vztah mezi napětím a rychlostí deformace jako přímou úměru, kde konstantou úměrnosti je dynamická viskozita, tzn. {\displaystyle \tau =-\eta {\frac {\mathrm {d} u}{\mathrm {d} x}},}kde {\displaystyle \tau } je tečné napětí v tekutině, {\displaystyle u} je rychlost toku, {\displaystyle x} je souřadnice ve směru kolmém na směr proudění a {\displaystyle \eta } je dynamická viskozita, která je pro danou teplotu konstantou.
Newtonův zákon viskozity je konstituční rovnicí. Tekutiny chovající se podle tohoto zákona se nazývají newtonské tekutiny. Nejznámější nenewtonovskou tekutinou je roztok kukuřičného škrobu.